# Municipio de Wylie
El municipio de Wylie (en inglés: Wylie Township) es un municipio ubicado en el condado de Red Lake en el estado estadounidense de Minnesota. En el año 2010 tenía una población de 65 habitantes y una densidad poblacional de 2,08 personas por km².

## Geografía
El municipio de Wylie se encuentra ubicado en las coordenadas 47°56′56″N 96°25′3″O / 47.94889, -96.41750. Según la Oficina del Censo de los Estados Unidos, el municipio tiene una superficie total de 31.29 km², de la cual 31,29 km² corresponden a tierra firme y (0 %) 0 km² es agua.

## Demografía
Según el censo de 2010, había 65 personas residiendo en el municipio de Wylie. La densidad de población era de 2,08 hab./km². De los 65 habitantes, el municipio de Wylie estaba compuesto por el 100 % blancos. Del total de la población el 0 % eran hispanos o latinos de cualquier raza.